# Hana Ponická
Hana Ponická (15. července 1922 Halič – 21. srpna 2007 Banská Bystrica) byla slovenská prozaička, překladatelka, publicistka a disidentka. Byla manželkou spisovatele Štefana Žáryho.

## Život
Začínala jako redaktorka, v letech 1954–1967 se věnovala literatuře profesionálně. V letech 1968–1972 byla redaktorkou magazínu Smena na nedeľu, ale z práce byla nucena odejít pro nesouhlas s invazí vojsk Varšavské smlouvy v roce 1968. Stala se jednou ze signatářek Charty 77. V roce 1991 byla jednou z jejích mluvčích.
Kromě vlastní literární tvorby se věnovala též překladům, hlavně z italštiny, francouzštiny, maďarštiny a němčiny.

## Dílo

### Tvorba pro dospělé
- 1959 – Ábelovský dom
- 1964 – Prísť, odísť, sbírka povídek
- 1968 – Bosými nohami, sbírka povídek
- 1974 – Janko Novák, dokumentárně-beletristické dílo
- 1989 – Lukavické zápisky
- 1990 – Milan Rastislav Štefánik, dokumentárně-beletristické dílo

### Tvorba pro děti
- 1953 – Slávikove husličky
- 1961 – O Štoplíkovi
- 1968 – Svietiaca ryba
- 1955 – Halúzky
- 1955 – Medvedí rok
- 1961 – Zimná rozprávka
- 1961 – Malí mičurinci
- 1972 – O parádnici lienke
- 1991 – O Štoplíkovi, kým do školy nechodil
- 1991 – Ako Štoplík do školy chodil-nechodil

### Scénáře
- 1976 – Zlatá réva, scénář k filmu

## Ocenění
- 1996 Prezident Vaclav Havel propůjčil medaili Za zásluhy  1. stupeň 1996 České republiky.
- 2002 Prezident Rudolf Schuster propůjčil štátne vyznamenanie Řád Ľudovíta Štúra  I. triedy.